# Brok (zabezpieczenie)
Brok − niewielki element o zróżnicowanym kształcie (np. plamka), wprowadzany na etapie tworzenia wstęgi papieru. Broki jako zabezpieczenie papieru i zabezpieczenie druku na powierzchni papieru występują stosunkowo gęsto, mogą świecić w promieniach UV lub zmieniać barwę pod wpływem temperatury.